# Jacques Bigot (football)
Pour les articles homonymes, voir Jacques Bigot et Bigot.
Jacques Bigot, dit Jacky Bigot, né le 5 mai 1953 à Cléguérec en France, est un footballeur français qui a évolué au poste d'ailier gauche.

## Biographie
Natif de Cléguérec dans le Morbihan, Jacky Bigot est formé à l'AS Lanester. Il commence à faire parler de lui en 1969, lorsqu'il est membre de l'équipe des cadets du Morbihan. En 1970 il rejoint les rangs de Lorient Sports. Il fait un bref retour dans son club d'origine de Lanester en 1972 mais démissionne au bout d'un mois pour signer une licence au Stade lavallois,, après avoir été conseillé à Michel Le Milinaire par un ami lorientais.

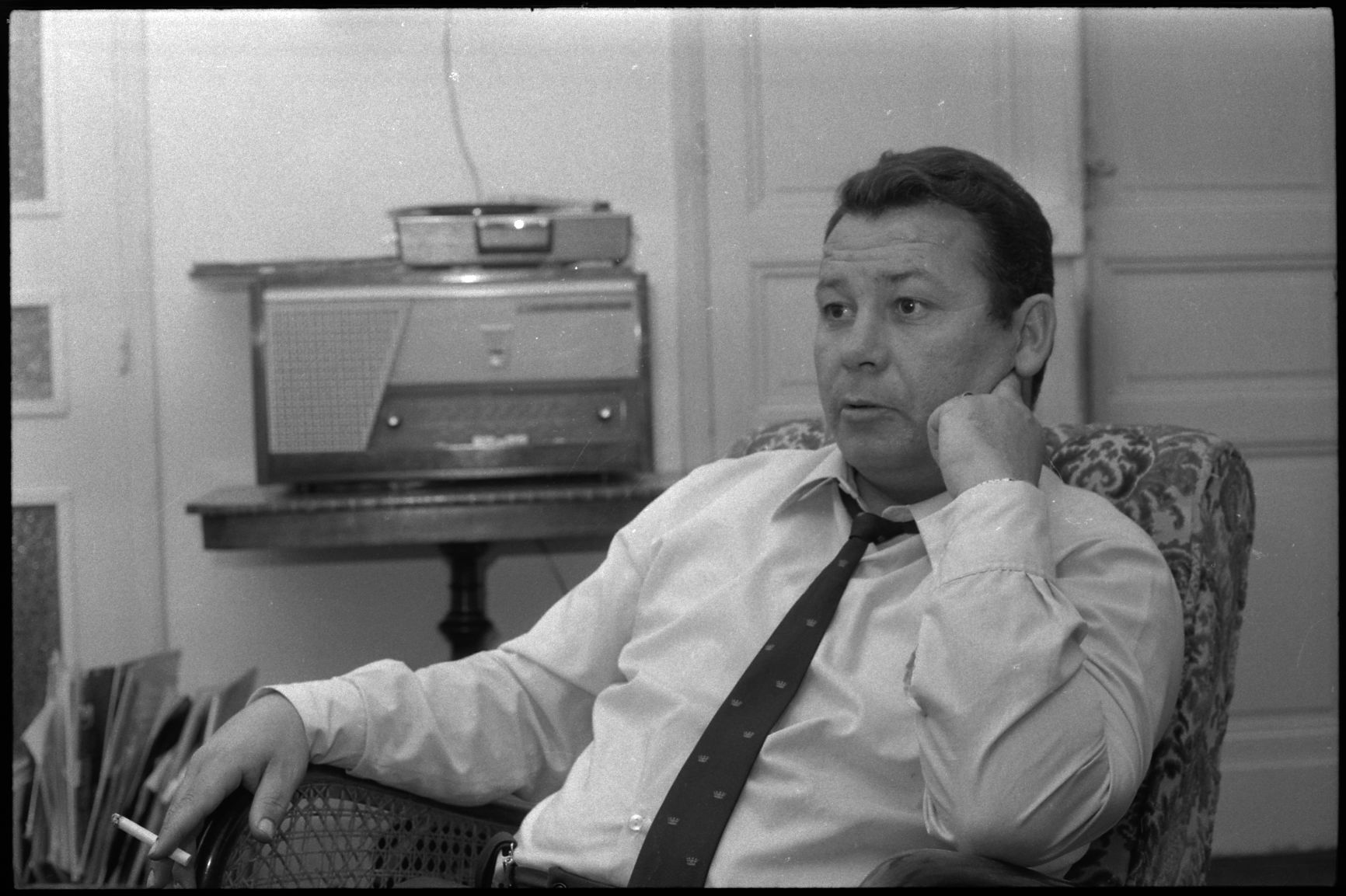
Lors d'un match amical face au PSG, Jacky Bigot impressionne Just Fontaine.

Il joue d'abord avec les équipes B et C en PH et DSR, puis est appelé en équipe première en avril 1973. Pour ses débuts en D2, il se voit confier le poste d'avant-centre de soutien. Excellent technicien, fin dribbleur, il conquiert rapidement le public lavallois. Lors d'un match amical face au Paris Saint-Germain, il ébahit l'entraîneur parisien Just Fontaine : « Avec un numéro 10 aussi talentueux que Bigot, les attaquants lavallois devraient s'exprimer totalement. » Pourtant, sa valeur est souvent discutée au sein du Stade lavallois, la presse locale disserte sur son « indolence naturelle » et son individualisme, et il doit se contenter d'une trentaine de titularisations en deux saisons.
Lassé de son rôle de remplaçant, il quitte Laval en 1975 pour rejoindre le FC Lorient, toujours en deuxième division. Malgré ses qualités de vision du jeu reconnues de tous, il n'y connaîtra pas plus de succès, se voyant reprocher d'être physiquement limité par ses entraîneurs Jean Vincent et Louis Hon. En 1977 il rejoint avec son coéquipier Héctor Resola le club nordiste de Nœux-les-Mines, entraîné par Gérard Houllier à partir de 1978. En 1980 il fait son retour au CSFC Lorient, redescendu à l'échelon régional. Sous les ordres de Louis Lagadec puis Christian Gourcuff, il connaît quatre montées successives. En 1982 il brandit en tant que capitaine la Coupe de l'Ouest remportée par les Merlus, et convainc un temps Gérard Houllier de rejoindre le club avant que celui-ci n'opte pour le RC Lens. Il met un terme à sa carrière en 1985, après un titre de champion du groupe Ouest de D3 qui permet au club de retrouver la D2 après huit ans d'absence.

## Statistiques
| Saison                | Club                  | Championnat           | Championnat | Championnat | Championnat | Coupe(s) nationale(s) | Coupe(s) nationale(s) | Coupe(s) nationale(s) | Total | Total | Total |
| Saison                | Club                  | Division              | M.          | B.          | P.d.        | M.                    | B.                    | P.d.                  | M.    | B.    | P.d.  |
| 1972-1973             | Stade lavallois       | Division 2            | 7           | 1           | 0           | -                     | -                     | -                     | 7     | 1     | 0     |
| 1973-1974             | Stade lavallois       | Division 2            | 15          | 3           | 0           | 2                     | 0                     | 0                     | 17    | 3     | 0     |
| 1974-1975             | Stade lavallois       | Division 2            | 17          | 1           | 0           | 1                     | 0                     | 0                     | 18    | 1     | 0     |
| Sous-total            | Sous-total            | Sous-total            | 39          | 5           | 0           | 3                     | 0                     | 0                     | 42    | 5     | 0     |
| 1975-1976             | FC Lorient            | Division 2            | 12          | 0           | 0           | -                     | -                     | -                     | 12    | 0     | 0     |
| 1976-1977             | FC Lorient            | Division 2            | 10          | 1           | 0           | 6                     | 1                     | 0                     | 16    | 2     | 0     |
| Sous-total            | Sous-total            | Sous-total            | 22          | 1           | 0           | 6                     | 1                     | 0                     | 28    | 2     | 0     |
| 1977-1978             | US Nœux-les-Mines     | Division 2            | 23          | 1           | 0           | -                     | -                     | -                     | 23    | 1     | 0     |
| 1978-1979             | US Nœux-les-Mines     | Division 3            | -           | -           | -           | 1                     | 0                     | 0                     | 1     | 0     | 0     |
| 1979-1980             | US Nœux-les-Mines     | Division 2            | 32          | 0           | 0           | 1                     | 0                     | 0                     | 33    | 0     | 0     |
| Sous-total            | Sous-total            | Sous-total            | 55          | 1           | 0           | 2                     | 0                     | 0                     | 57    | 1     | 0     |
| 1980-1981             | FC Lorient            | DH                    | -           | -           | -           | -                     | -                     | -                     | 0     | 0     | 0     |
| 1981-1982             | FC Lorient            | DSR                   | -           | -           | -           | -                     | -                     | -                     | 0     | 0     | 0     |
| 1982-1983             | FC Lorient            | DH                    | -           | -           | -           | 2                     | 0                     | 0                     | 2     | 0     | 0     |
| 1983-1984             | FC Lorient            | Division 4            | -           | -           | -           | -                     | -                     | -                     | 0     | 0     | 0     |
| 1984-1985             | FC Lorient            | Division 3            | 6           | 0           | 0           | -                     | -                     | -                     | 6     | 0     | 0     |
| Sous-total            | Sous-total            | Sous-total            | 6           | 0           | 0           | 2                     | 0                     | 0                     | 8     | 0     | 0     |
| Total sur la carrière | Total sur la carrière | Total sur la carrière | 122         | 7           | 0           | 13                    | 1                     | 0                     | 135   | 8     | 0     |